# 座喜味城

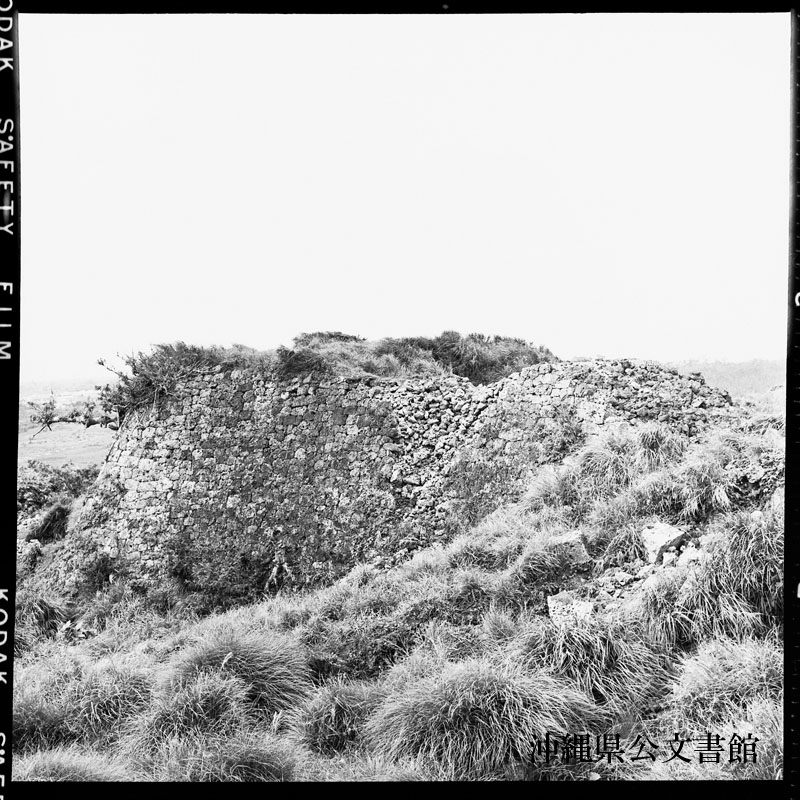
1957年の座喜味城。座喜味跡は米軍占領下ではボーローポイント射撃場のレーダー施設となった。返還されたのは1974年10月31日である。

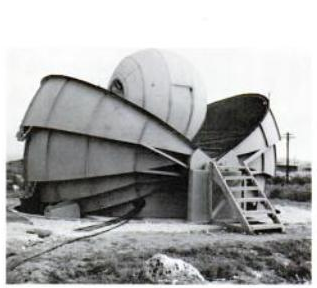
ナイキのレーダーサイト。

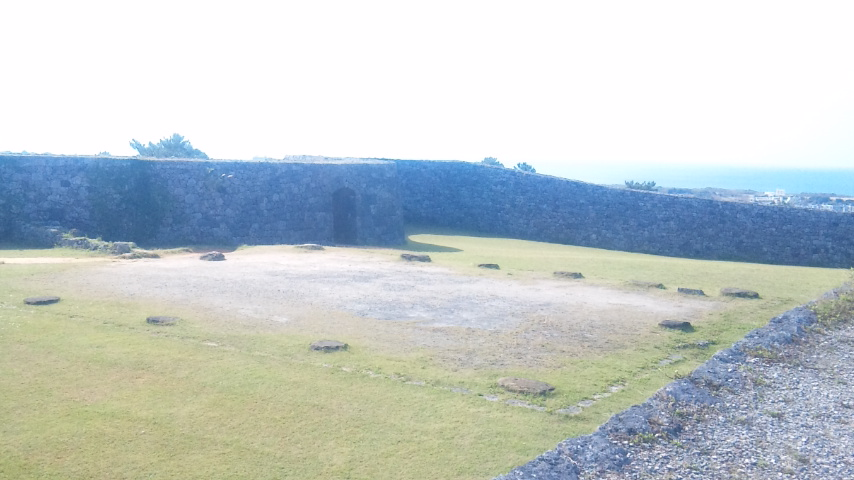
1944年に日本軍が高射砲陣地を構築した一の郭。

座喜味城（ざきみぐすく・ざきみじょう）は、沖縄県中頭郡読谷村にあったグスク（御城）の城趾。日本軍が高射砲陣地を構築していたため、十・十空襲と沖縄戦で壊滅的な被害をうけ、瓦礫の丘陵地となり、また1974年まで米軍基地ボーローポイント内のナイキミサイル通信基地となっていた。沖縄返還を機に返還の機運が高まり、1974年に米軍から返還された。調査と復旧が進められ、通信基地に駐屯していた退役軍人も驚嘆するほどの美しいグスクとしてよみがえった。2000年、世界遺産に登録された。

## 概要
築城家として名高い読谷山按司、護佐丸によって築かれたといわれる15世紀初頭の城。城郭の外周は365m、城郭内面積は7,385m2。なだらかで優雅な曲線を描く城壁は続日本100名城にも選ばれている。
城の上からは中頭地方周囲を広く見渡せる高台にある。海域や周辺離島まで見え、軍事上の要衝に存在した。城門のアーチに楔石を用いており、アーチ門では古い形態とされる。また、城郭の突出部は琉球の城郭に特徴的であり、防衛上の工夫と見られる。瓦が出土しない事からかつてあった建物は板葺きと考えられている。
2018年には南側に世界遺産座喜味城跡ユンタンザミュージアムもオープンした。

## 歴史
1416年から1422年に読谷山の護佐丸（ごさまる）が築城したとされている。
護佐丸は中北山の争いから逃れた今帰仁王子が伊波城に勢力を持った伊覇按司の三世の次男と言われる。先代山田城主読谷山按司（山田按司）も伊覇按司の一族係累であったが嗣子がなかったため、城主の兄弟の伊覇按司の三世の次男護佐丸が養子となって読谷山按司を継いだと伝えられる。1430年に中城城に移封されるまで読谷山按司を名乗った。
出土品に16世紀のものも見られることから、護佐丸の移封後もしばらく利用されていたと推定されている。座喜味城の貿易遺物は15世紀中期以後であり、護佐丸が座喜味城を離れた後の年代であるため、近年石井望は以下の新説により座喜味観に大きく転換を試みている。「おもろさうし」78番（巻二）の越来按司の子「（ま）たちよもい」が尚泰久であることは定説だが、別途卷十五の「宇座のたちよもい」を泰期とする旧説は誤りであり、両者はともに同一の尚泰久＝懷機＝國公道球である。尚泰久が護佐丸を中城に移した後、自ら懐機の名（越來の福建字音）で座喜味城下の長濱で南海貿易を行い、國公（越來及び懷機の同音）の道球（泰久の同音）として『琉球國由來記』巻十に記録されたのである。なお、この新説は発表間もなく、定説となっていない。

### 近現代
1944年8月、日本軍 (独立高射砲第27大隊第3中隊) が北飛行場 (読谷補助飛行場) を防護のため、座喜味城一の郭に高射砲陣地を構築した。その年の10月、十・十空襲で米軍の猛攻撃を受け壊滅的な打撃を受ける。
1945年4月1日、沖縄戦でまず読谷の海岸から上陸した米軍は、読谷村のほぼ全域を占領する。座喜味城跡はボーロー射撃場の一部となる。
1956年、琉球政府によって重要文化財に指定された。
1958年、沖縄でナイキミサイルサイトの建設が始まり、座喜味城にナイキのレーダーサイトが建設された。沖縄の台風に耐えうるよう陸軍工兵隊によって巨大な折りたたみの開閉式メタルフード「クラムシェルオーバーコート」が開発された。
1972年（昭和47年）5月15日、沖縄の本土復帰と同時に国指定史跡に指定されたが、米軍基地として使用されていた部分は指定し得なかったため、返還を機に追加指定された。ただし、現状変更のあった部分（西側道路部分）についてはのちに指定を解除している。
1973年、文化庁と沖縄県の補助で発掘調査や城壁修理が進められた。
1974年10月31日、米軍からレーダー施設が返還される。
1991年9月、演劇空間「大地」主催で「シェイクスピアin座喜味 真夏の夜の夢」が2日間上演された。座喜味城初の野外劇で、シェイクスピアの「真夏の夜の夢」をもとに護佐丸を主人公にしたものだった。
2000年12月2日、中城、今帰仁城、勝連城、首里城などとともに、「琉球王国のグスク及び関連遺産群」としてユネスコの世界遺産（文化遺産）に登録された（登録名称は座喜味城跡）。城内で演劇が行われるなど、広く利用されている。城跡の高台から西側を望むと残波岬や、晴れた日には慶良間諸島も眺めることができる。
2017年（平成29年）、続日本100名城（199番）に選定された。
2018年6月23日、前身の読谷村立歴史民俗資料館がリニューアルされ、世界遺産座喜味城跡ユンタンザミュージアムが開設された。

## ギャラリー

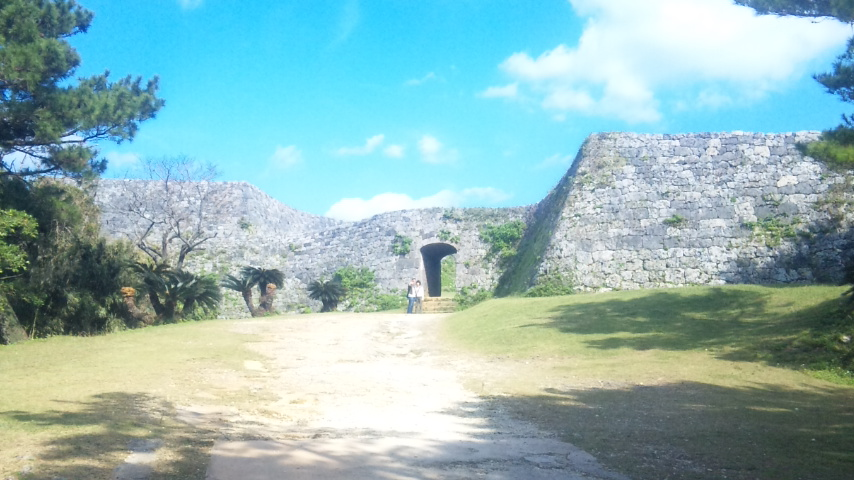
二の郭への石門と二の郭物見台
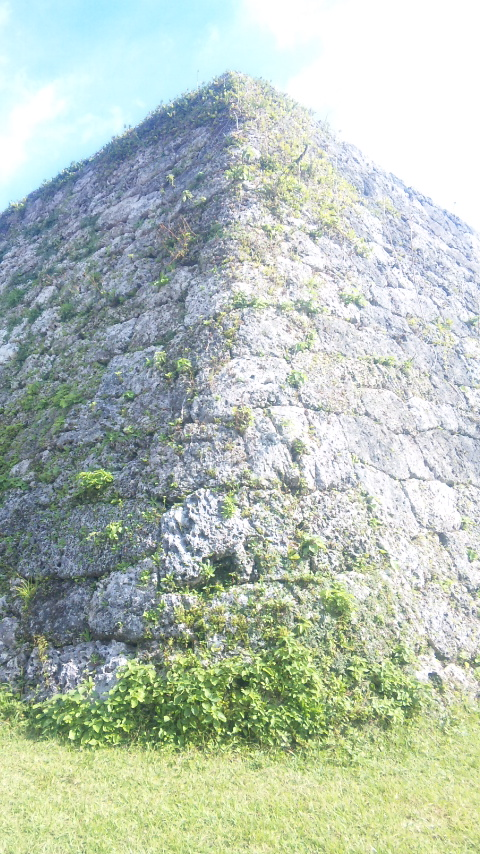
座喜味城の石垣
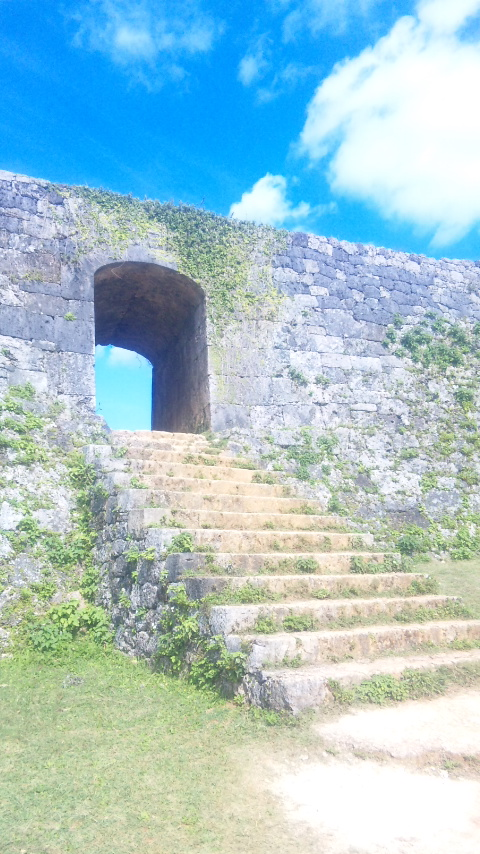
一の郭への階段と石門
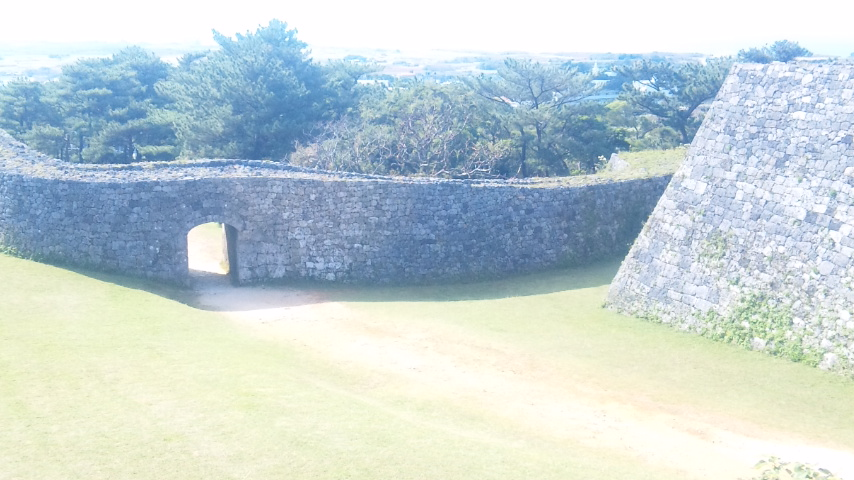
一の郭城壁からの二の郭
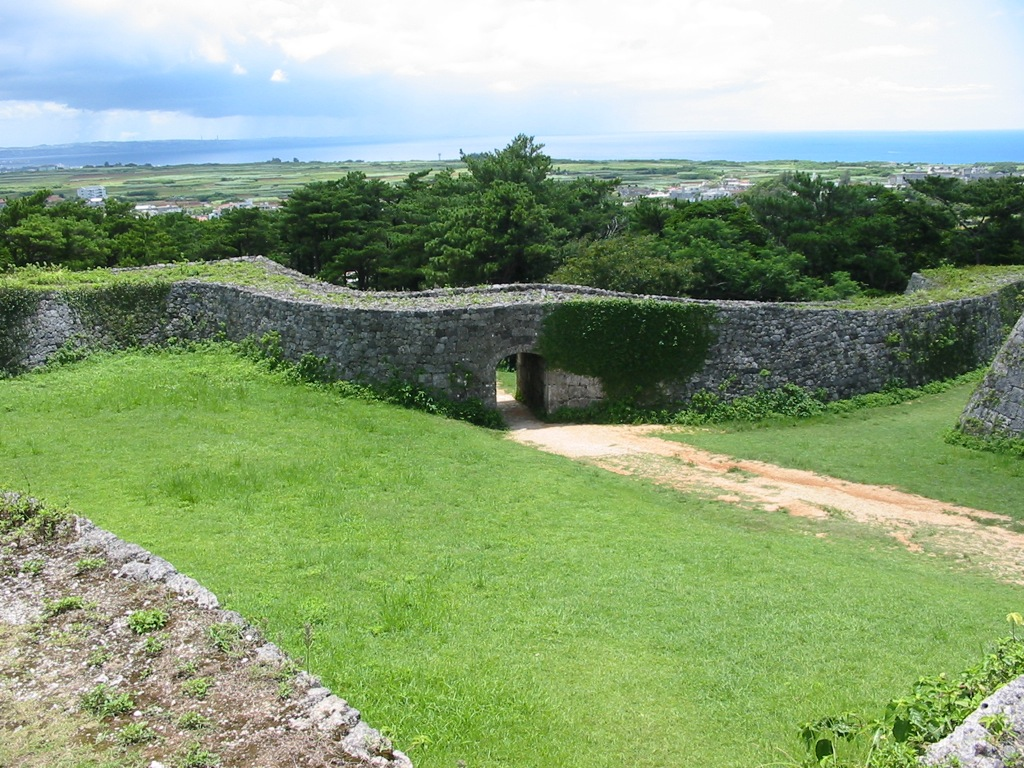
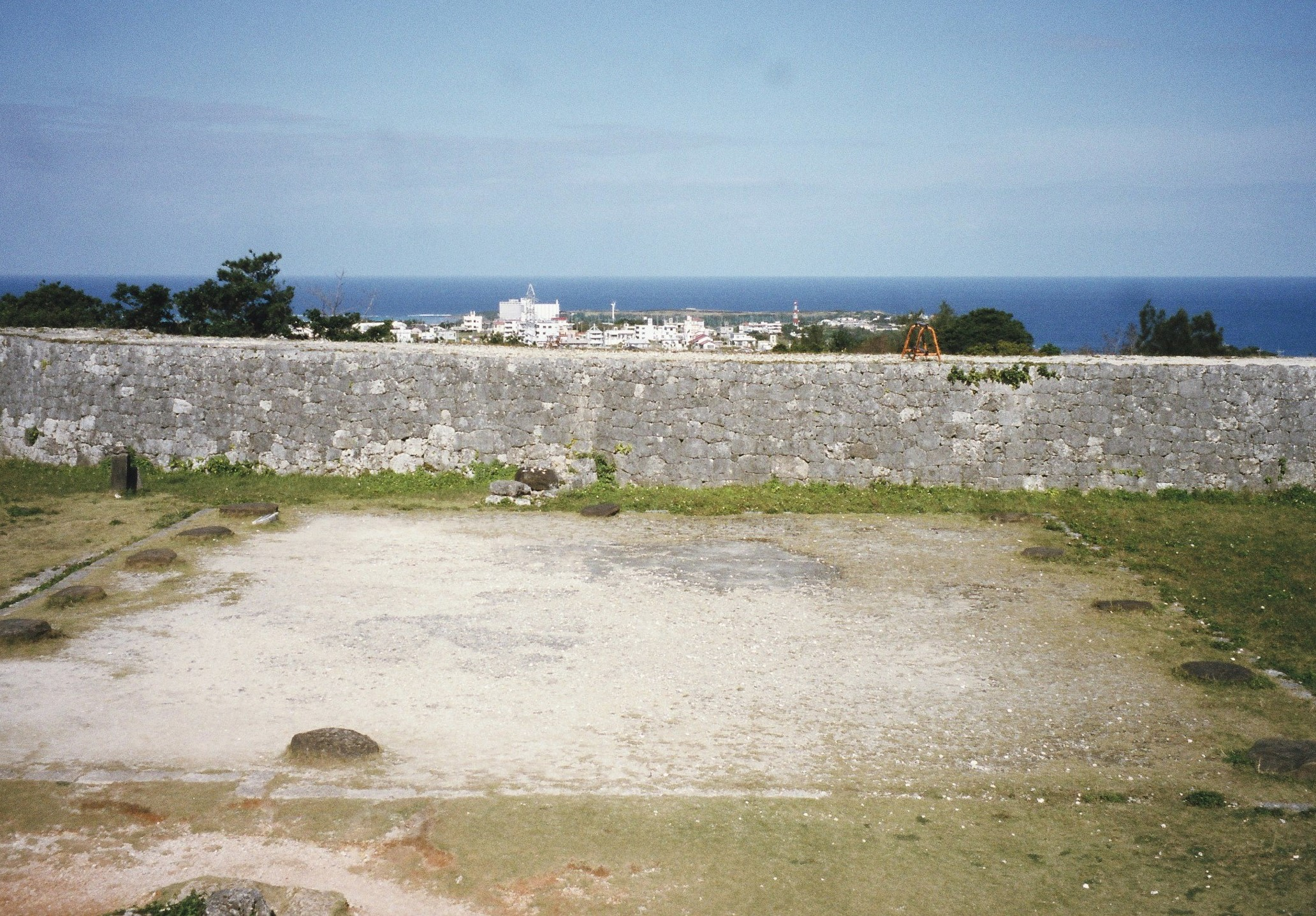